# Estación de Charleroi-Central
La estación de Charleroi-Central es una estación de tren belga situada al sur del centro de Charleroi, en la provincia de Henao, región Valona.
Es la estación más importante de la ciudad, así como una de las más importantes de Valonia. Es la cuarta estación de la región con más pasajeros, después de las de Namur, Ottignies y Liège-Guillemins.
Bautizada Charleroi-Sud en el momento de su creación, pasará a llamarse oficialmente Charleroi-Central el 11 de diciembre de 2022.

## Situación ferroviaria
La estación se encuentra en medio de una convergencia de varias líneas:
- línea 112 (Marchienne-au-Pont-Charleroi)
- línea 124 (Bruselas-Nivelle-Charleroi)
- línea 124A (Bruselas-Luttre-Charleroi)
- línea 130 (Namur-Charleroi)
- línea 132 (Charleroi-Vireux)
- línea 140 (Ottignies-Charleroi)

## Historia
En 1843, la Compagnie de l'État Belge decide extender su red en la provincia de Henao. En 1848, la estación es conectada con Francia por Erquelinnes. En 1874 se inaugura la línea que la conecta con Bruselas-Midi, construyéndose además el edificio actual. Fue creado similar al de la estación Liège-Guillemins, que fue demolido después. Consiste en un pabellón central que acoge a los viajeros, situado entre dos alas con los servicios anexos. La estructura era, pues, imponente. En la época, esto significaba progreso. Acto seguido, se desarrollaron varias líneas industriales de proximidad.
En 1949 se electrifica la línea con Bruselas, la segunda en el país, después de la de Amberes. En 1987, se une esta estación a la de Charleroi-Ouest mediante un puente sobre el río Sambre.
En 2005 se renueva el exterior del edificio, renovándose después el interior del mismo. Se creó, además, una galería comercial sobre la vía 1.

## Intermodalidad
La estación tiene anexa a la estación Sud, donde paran las líneas    y . Además, también se encuentra a proximidad el intercambiador de autobuses, donde paran la mayoría de líneas de la ciudad. Entre ellas está la línea  A , que une directamente esta estación con el Aeropuerto de Charleroi-Bruselas Sur.